# Marco Lodola

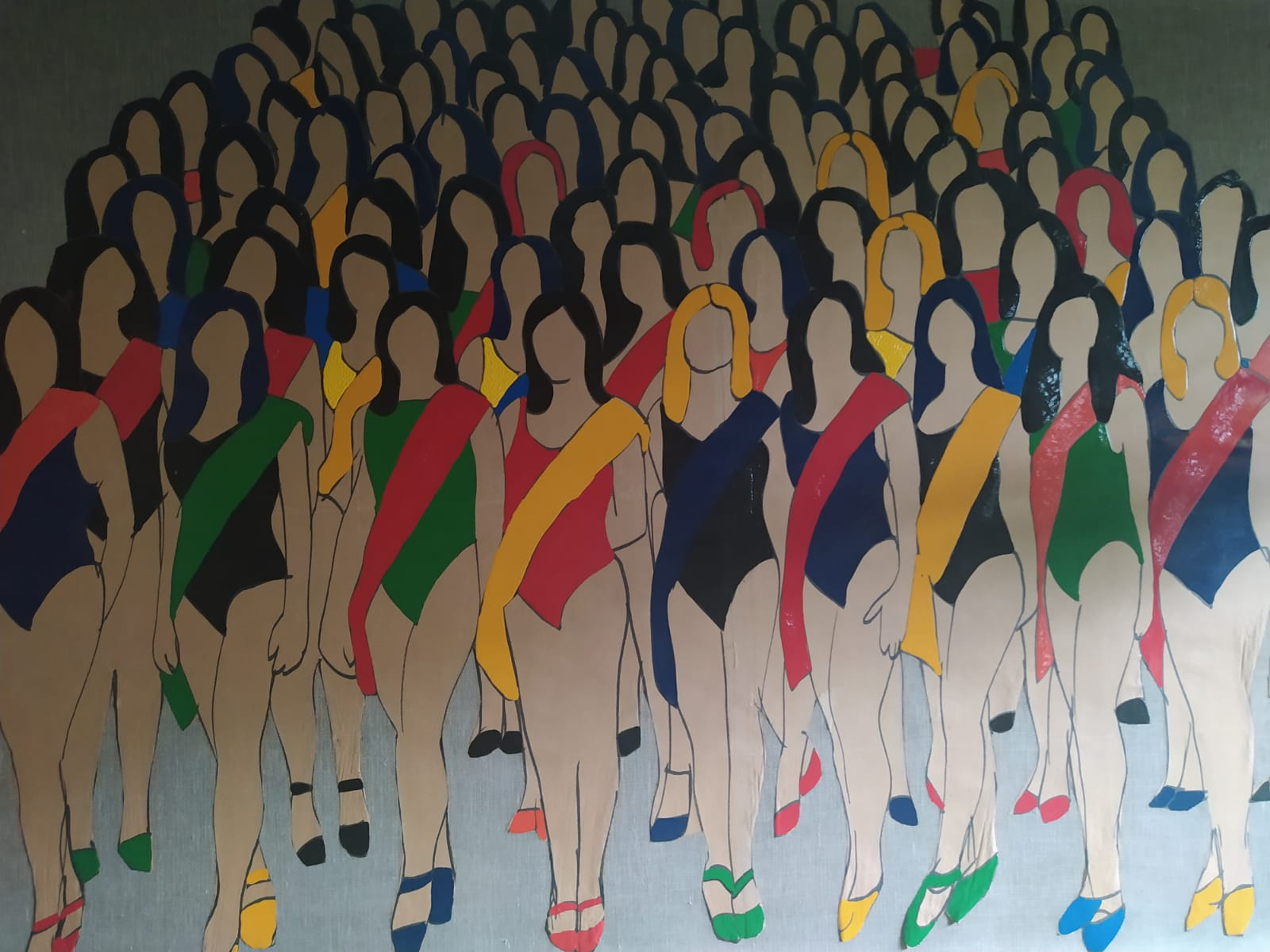
Miss Italia 2000 (Casa Museo Francesco Cristina)

Marco Lodola (Dorno, 4 aprile 1955) è un artista italiano.

## Biografia
Frequenta l'accademia di Belle Arti a Firenze e a Milano. Argomento della tesi di Lodola e successivamente punto di riferimento per il suo operato artistico sono i Fauves e Matisse. Successivamente, all'inizio degli anni '80 e insieme ad altri artisti che si riuniscono intorno alla Galleria di Luciano Inga Pin a Milano, dà vita al movimento artistico che prende il nome di Nuovo Futurismo, di cui Renato Barilli è il principale teorico. Questa nuova corrente artistica, di cui fanno parte altri artisti italiani come Dario Brevi, ha come ispirazione e ripropone l'avanguardia storica del futurismo basandosi sul concetto cardine dell'esaltazione della modernità, rielaborandola in nuovi canoni e con una spinta prorompente e onnipresente verso le nuove forme d'arte.
Lodola affianca l'arte visiva ad altre discipline: letteratura, musica, cinema, design. Si avvicina presto all'uso di materiali plastici che sagoma e colora con una tecnica personale attraverso l'uso di tinte acriliche. Più tardi la ricerca lo porta a cercare di inserire fisicamente la luce nei suoi lavori: nascono le sculture luminose, statue in plexiglas illuminate internamente con tubi luminosi, che caratterizzeranno tutta la sua produzione artistica.
Successivamente Lodola torna alla pittura ad olio, riproducendo su tela le proprie sculture, spesso a dimensione naturale: i temi più presenti sono la danza, le ballerine, la Vespa e le pin up, in stile retrò.
Dal 1983 Lodola espone in Italia e all'estero, tra cui a Milano, Roma, Bologna,  Firenze, Lione, Barcellona, Vienna, Madrid, Parigi e Amsterdam. 
Ha esposto al Padiglione Italia della 53ª Biennale di Venezia un'installazione luminosa ed ha partecipato alla 54ª Biennale di Venezia con il progetto a cura di Vittorio Sgarbi “Cà Lodola”, e successivamente alla triennale di Milano, nel 2009. 
Le sue opere sono presenti in vari musei, e ha realizzato scenografie per film, trasmissioni, concerti ed eventi. In particolare è stato attivo nella moda e nel teatro, ha creato un manifesto per le olimpiadi invernali di Torino 2006 e per la facciata del teatro Ariston per il festival di Sanremo 2008.
Ha realizzato opere a scopo commerciale, benefico e meramente artistico. Da sempre Lodola ha una grande passione per la musica, tanto che in diverse occasioni ha affermato che il suo grande sogno sarebbe stato quello di diventare non un artista ma un musicista; questa sua passione rimane presente nelle sue opere. Ha collaborato in campo musicale con gli 883 e Max Pezzali (originari di Pavia, capoluogo di provincia del suo paese natale Dorno) realizzando per loro la copertina dell'album Gli Anni, con i Timoria e Omar Pedrini, con Ron (cantautore anch'esso nativo di Dorno) e con Gianluca Grignani. Nel 2009 ha allestito a Milano, in collaborazione con il comune, in piazza del Duomo, il Rock’n’Music Planet con venticinque sculture che rappresentano altrettanti personalità della musica contemporanea. Si è occupato inoltre della scenografia della settima edizione di X Factor e del film Ti presento un amico di Carlo Vanzina e ha realizzato una scultura per il gruppo Hotel Hilton. Ha collaborato con diverse aziende, tra cui: Watch, Ducati, Coca Cola, Titan, Grafoplast, Harley Davidson, Riva, Illycaffè (che lo ha voluto tra i disegnatori scelti per dare vita alla collana "Tazzine d'autore"), SEAT, Dash, Fabbri, Carlsberg, Nonino, Shenker e nella moda Valentino, Enrico Coveri e Vivienne Westwood, che ha voluto le sue opere come scenografia per le sue sfilate alla Milano Fashion Week 2011.
Nel luglio 2016 allestisce la scenografia per Il teatro del silenzio di Andrea Bocelli, nelle colline di Lajatico.
Nei primi mesi del 2018, Marco Lodola ha effettuato diverse installazioni a LED lungo Corso Matteotti a Pontedera; queste opere culminano con altre opere al PALP di Pontedera. Tra il 2017 e il 2019 risulta particolarmente attivo nella città di Alessandria, dove realizza delle opere per celebrare Giuseppe Borsalino, Napoleone Bonaparte e la battaglia di Marengo e Umberto Eco.Nel febbraio del 2023 riceve l'incarico per realizzare il drappellone del Palio di Siena per la carriera del 16 agosto dello stesso anno.
Nel 2017 ha realizzato un'opera luminosa per la prestigiosa Scuola Militare Nunziatella, da cui sono state tratte 230 serigrafie su perspex a tiratura limitata.

## Esposizioni personali
Questa è una lista parziale delle esposizioni italiane e internazionali di Marco Lodola più rilevanti.
2010-2014
- Golden Light, Casalmaggiore, Museo Diotti. (2014)
- Neo Futurismo, Cosenza, Museo delle Arti e dei Mestieri. (2014)
- Evitalodola, Museo Evita Peròn, Buenos Aires, Argentina. (2014)
- As cores do futebol, Museo du Futebol, San Paolo, Brasile. (2014)
- Lodola Drawings, Sabiana Paoli Art Gallery, Singapore. (2013)
- Installations lumineuses de Lodola, Parigi, Centre Pompidou. (2012)
- Lodola alla Corte de' Medici, Firenze, Palazzo Medici Riccardi. (2012)
- La notte cambia colore, Chieti, centro storico. (2010)
- Lost Light, Teramo, Torre Bruciata. (2010)

2000-2009 
- @odola, Milano, Triennale di Milano. (2009)
- Fiat LUX _ installazione, Torino, Mirafiori Motorvillage. (2009)
- Collaudi 53ª Biennale di Venezia, Venezia, Padiglione Italia. (2009)
- Scacciapensieri, Campione d'Italia, Nuovo casinò di Campione. (2008)
- Lodolariston, Sanremo, Teatro Ariston. (2008)
- Lightship to Lodola, Genova, Galata Museo del Mare. (2007)
- Lodolandia, Milano, Castello Sforzesco e percorso Cittadino. (2007)
- Lodola à la main libre, Parigi, Arenthon. (2006)
- Luci sul mare, Lipari, Museo Archeologico. (2004)
- Contraluz, (1) Rio De Janeiro, Museo Des Belles Artes, (2) Città del Messico, Museo Polyforum, (3) Guadalajara, Museo Regional de Guadalajara, (4) San Paolo del Brasile, Museu Brasileiro da Escultura Marilisa Rathsam. (2004)
- Controluce, Riccione, Palazzo del Turismo. (2003)
- Mr. Nettuno, Paestum (SA), MMMAC. (2003)
- Boites a Lumiere, Parigi, Centre culturelle du Pantheon. (2001)
- Il colore della musica, Milano, Palazzo Durini. (2001)
- Lodola, Palermo, Sala Pompeiana, Teatro Massimo. (2000)
- Lodola, Courmayeur (Aosta), Art in progress. (2000)

1997-1999 
- Lodola, Lodeve (Francia), Musee de Fleury. (1999)
- Video Folies, Parigi, Istituto italiano di cultura. (1998)
- Frames, Castelfranco Veneto, Casa del Giorgione. (1997)
- Racconti variopinti, Ferrara, Galleria Estense. (1997)
- Lodola 1976-1986, Ortona (Chieti), Palazzo Farnese. (1996)
- Marco Lodola, Londra, Istituto italiano di cultura. (1997)

## Opere nei musei
- Twist'n'shout - 1986, smalto su plexiglas, Museo arte Gallarate, Gallarate
- Twist - 1988, plexiglas colorato e intagliato, Museo d'arte moderna di Bologna, Bologna
- Top hat - 1991, smalto su plexiglas, Museion, Bolzano
- Senza titolo - 1991, smalto su plexiglas, Museion, Bolzano
- Bidi bodi bu - 1993, smalto su plexiglas, Museo d'arte moderna e contemporanea di Trento e Rovereto, Rovereto